# Peter Safran
Peter Safran (Londres, 22 de novembro de 1965) é um produtor cinematográfico e administrador.

## Biografia
Safran se formou na Universidade de Princeton. Ele obteve o diploma de direito na Faculdade de Direito da Universidade de Nova York. Ele trabalhou como advogado corporativo na cidade de Nova York, antes de se tornar um assistente na UTA.

### Carreira cinematográfica
Ele se tornou um gerente da Gold-Miller Co e ficou lá até 1998. Ele foi gerente da Brillstein-Grey por cinco anos, antes de ter sido nomeado presidente da Brillstein-Grey Management em 2003. Como presidente, ele foi responsável pelas atividades diárias do departamento que tinham mais de 200 clientes, incluindo Brad Pitt, Jennifer Aniston, Adam Sandler, Nicolas Cage e Courteney Cox. Seu irmão, Tad Safran, escreveu o filme The Long Weekend, que Peter produziu. Ele deixou Brillstein-Gray em 2006, para lançar The Safran Company, e levou sua lista completa de clientes com ele. Como gerente, ele está representando Sean Combs, Adam Shankman, David Hyde Pierce, Jennifer Lopez, Brooke Shields e Jessica Simpson.

## Filmografia
| Ano  | Título                                 | Papel                                 |
| ---- | -------------------------------------- | ------------------------------------- |
| 1997 | RocketMan                              | Co-produtor                           |
| 1998 | Senseless                              | Co-produtor executivo                 |
| 2000 | The Specials                           | Co-produtor executivo                 |
| 2000 | Scary Movie                            | Produtor executivo                    |
| 2003 | Are You Comfortable?                   | Produtor executivo (TV)               |
| 2004 | Jiminy Glick in Lalawood               | Produtor                              |
| 2004 | Connie and Carla                       | Produtor executivo                    |
| 2004 | My Baby's Daddy                        | Produtor executivo                    |
| 2005 | The Long Weekend                       | Produtor executivo                    |
| 2006 | Heist                                  | Produtor executivo (TV) (3 episódios) |
| 2008 | Disaster Movie                         | Produtor                              |
| 2008 | James Gunn's PG Porn                   | Produtor (websérie)                   |
| 2008 | Over Her Dead Body                     | Produtor                              |
| 2008 | Meet the Spartans                      | Produtor                              |
| 2009 | New in Town                            | Produtor                              |
| 2010 | Vampires Suck                          | Produtor                              |
| 2010 | Buried                                 | Produtor                              |
| 2011 | Girls                                  | Produtor                              |
| 2013 | The Starving Games                     | Produtor                              |
| 2013 | The Conjuring                          | Produtor                              |
| 2013 | Hours                                  | Produtor                              |
| 2014 | Annabelle                              | Produtor                              |
| 2015 | The Atticus Institute                  | Produtor                              |
| 2015 | Superfast!                             | Produtor                              |
| 2016 | The Choice                             | Produtor                              |
| 2016 | The Conjuring 2                        | Produtor                              |
| 2016 | Mine                                   | Produtor                              |
| 2017 | Annabelle: Creation                    | Produtor                              |
| 2017 | The Belko Experiment                   | Produtor                              |
| 2018 | Aquaman                                | Produtor                              |
| 2019 | Shazam!                                | Produtor                              |
| 2019 | Annabelle Comes Home                   | Produtor                              |
| 2021 | The Conjuring: The Devil Made Me Do It | Produtor                              |
| 2021 | The Suicide Squad                      | Produtor                              |
| 2022 | Aquaman and the Lost Kindgom           | Produtor                              |
| 2023 | Shazam!: Fury of the Gods              | Produtor                              |